# Leymus
Leymus is een geslacht van planten uit de familie Poaceae.

## Soorten
- Leymus ambiguus (Vasey & Scribn.) D.R. Dewey
- Leymus angustus (Trin.) Pilger
- Leymus arenarius (L.) Hochst.
- Leymus cinereus (Scribn. & Merr.) A. Löve
- Leymus condensatus (J. Presl) A. Löve
- Leymus flavescens (Scribn. & J.G. Sm.) Pilger
- Leymus innovatus (Beal) Pilger
- Leymus mollis (Trin.) Pilger
- Leymus multicaulis (Kar. & Kir.) Tzvelev
- Leymus ×multiflorus (Gould) Barkworth & Atkins
- Leymus pacificus (Gould) D.R. Dewey
- Leymus racemosus (Lam.) Tzvelev
- Leymus salinus (M.E. Jones) A. Löve
- Leymus secalinus (Georgi) Tzvel.
- Leymus simplex (Scribn. & Williams) D.R. Dewey
- Leymus triticoides (Buckl.) Pilger
- Leymus ×vancouverensis (Vasey) Pilger (pro sp.)